# Pombia Safari Park
Pombia Safari Park är en safaripark, zoo och nöjespark i Pombia, Italien, skapad av Angelo Lombardi år 1976. Den sträcker sig över ett område på 400 000 kvadratmeter.